# Marius Fabre (joueur de dames)
Pour les articles homonymes, voir Fabre et Marius Fabre.
Marius Fabre, né le 19 avril 1890 à Marseille et décédé le 16 mars 1945 dans le 10e arrondissement de Paris, était un joueur de dames français.
Son identité fut donnée à Henri Déricourt comme couverture de guerre le 3 décembre 1942.

## Palmarès
- Triple champion du monde de dames, en 1926 (match à Paris contre le Français Stanislas Bizot, 12-8), 1931 (tournoi à Paris, 2e S. Bizot) et 1932 (match à Paris contre le Français Maurice Raichenbach, 11-9) ;
- Triple vice-champion du monde, en 1925 (contre S. Bizot), 1928 (contre le Néerlandais Bénédictus "Ben" Springer) et 1933 (contre Raichenbach, 9-11) ;
- Champion de France de dames en décembre 1921 ;
- 4e des championnats du monde en 1928 (ex-æquo) ;
- 6e des championnats du monde en 1912.

## Héritage
Son nom est associé au coup du cheval dans la littérature damique néerlandaise, et ce depuis 1962, par l'entremise de Keller. 
En France, le « coup Fabre » désigne un coup de début, en référence à une partie jouée en 1921 au championnat de Paris, face au maître international Frédéric Dutto, alias Ricou.
Avec lui, seuls quelques champions de la première moitié du XXe siècle ont marqué de leur nom plusieurs combinaisons : Molimard, Sonier, Ricou et Raichenbach.

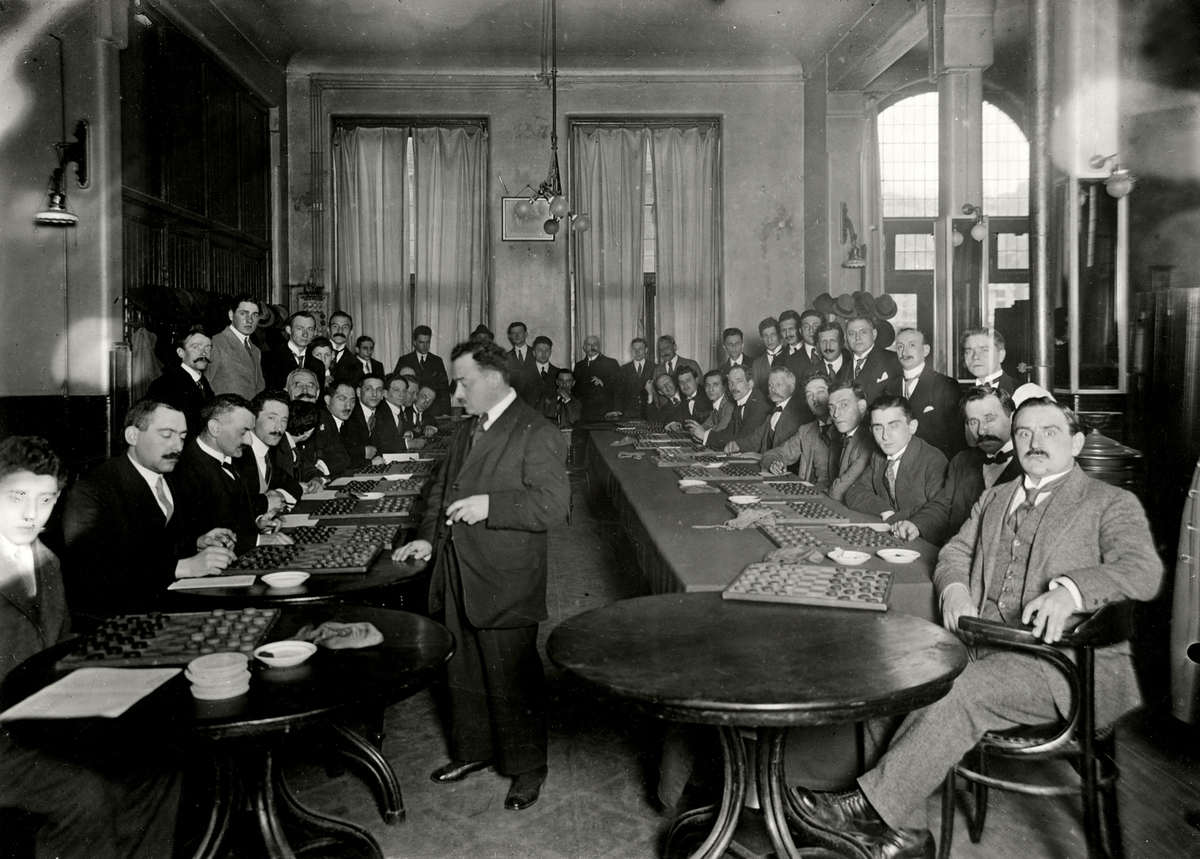
Marius Fabre (debout) jouant en simultanée contre 24 joueurs en 1920 à Amsterdam.